# Hydrogamasus japonicus
Hydrogamasus japonicus är en spindeldjursart som beskrevs av Ishikawa 1969. Hydrogamasus japonicus ingår i släktet Hydrogamasus och familjen Ologamasidae. Inga underarter finns listade i Catalogue of Life.